# 拥抱战败：二次大战后的日本人
《拥抱战败：二次大战后的日本人》（英語：Embracing Defeat: Japan in the Wake of World War II），写于1999年，作者约翰·W·道尔，由诺顿公司（W. W. Norton & Company）出版。该书於1999年獲得美國國家圖書獎、洛杉矶时代图书奖、費正清獎，2000年獲得普利策非小说奖及班克洛夫特奖。